# Тупалангская ГЭС
Тупалангская ГЭС (Туполангская ГЭС, узб. To‘polang GES) — гидроэлектростанция на реке Тупалангдарья, составляющей Сурхандарьи (бассейн Амударьи) в Сариасийском районе Сурхандарьинской области Узбекистана. Вторая по мощности гидроэлектростанция Узбекистана, в состав сооружений входит самая высокая плотина в стране. Собственник станции — АО «Узбекгидроэнерго».
Установленная мощность Тупалангской ГЭС — 175 МВт (вторая по мощности гидроэлектростанция Узбекистана), проектная среднегодовая выработка электроэнергии — 467 млн кВт·ч. В состав сооружений станции входят:
- Плотина высотой 180 м (самая высокая плотина в Узбекистане[5]) и длиной по гребню 410 м. Плотина каменно-набросная, с центральным ядром из суглинка и упорными призмами из горной массы. Между ядром и упорными призмами предусмотрен двухслойный фильтр. Верховой откос закреплен рваным крупноблочным камнем слоем толщиной 10 м;
- Трубчато-туннельный водовыпуск;
- Шахтный туннельный водосброс;
- Здание ГЭС.

В приплотинном здании ГЭС размещены 4 гидроагрегата с радиально-осевыми гидротурбинами, два из них (гидроагрегаты первой очереди, станционные № 3 и 4) имеют мощность по 15 МВт, остальные два (станционные № 1 и 2) имеют мощность по 72,5 МВт. Все четыре гидроагрегата произведены на российских предприятиях, входящих в компанию АО «Силовые машины» — Ленинградском металлическом заводе (ЛМЗ) (гидротурбины) и заводе «Электросила» (генераторы). Плотина Тупалангской ГЭС образует Тупалангское водохранилище площадью 8,85 км², полным объёмом 500 млн м³, полезным объёмом 470 млн м³, с отметкой нормального подпорного уровня 960 м.
Строительство гидроузла началось 14 октября 1980 года. Первая очередь (два гидроагрегата общей мощностью 30 МВт) введена в эксплуатацию в 2006 году. Годовое производство электроэнергии первой очереди составляло 63 млн кВт⋅ч, что на 40—50 % покрывало потребление электрической мощности Сурхандарьинской области. Вторая очередь (два гидроагрегата общей мощностью 145 МВт, а также замена рабочих колёс гидротурбин на гидроагрегатах первой очереди) введена в эксплуатацию в 2023 году. Стоимость строительства второй очереди составила $84,4 млн, из которых $38,3 млн — кредитные средства российской государственной корпорации ВЭБ.РФ. Строительно-монтажные работы проводила компания To’palang HPD Platinium, которая входит в состав холдинга To’palang HPD Holding, директором и учредителем (61,7 %) которого является Ислом Абдуганиевич Абдурахманов — сын главы «Узбекгидроэнерго» Абдугани Сангинова. Торжественная церемония ввода второй очереди состоялась 13 марта с участием президента Узбекистана Шавката Мирзиёева. Станция эксплуатируется унитарным предприятием «Тупаланг ГЭС» АО «Узбекгидроэнерго».
Станция входит в каскад Тупалангских ГЭС, включающий в себя расположенные ниже по течению Зарчобские ГЭС-1, −1А, −2, −2А и −3, а также перспективные Верхнетупалангские ГЭС. Рассматривается возможность строительства Тупалангской ГЭС-2 мощностью 15 МВт.